# Grontardo
Grontardo é uma comuna italiana da região da Lombardia, província de Cremona, com cerca de 1.301 habitantes. Estende-se por uma área de 12 km², tendo uma densidade populacional de 108 hab/km². Faz fronteira com Corte de' Frati, Gabbioneta-Binanuova, Gadesco-Pieve Delmona, Persico Dosimo, Pescarolo ed Uniti, Scandolara Ripa d'Oglio, Vescovato.

## Demografia
| Variação demográfica do município entre 1861 e 2011                               |
|                                                                                   |
| Fonte: Istituto Nazionale di Statistica (ISTAT) - Elaboração gráfica da Wikipedia |